# 877
| 877                |
| ------------------ |
| Dødsfald - Fødsler |
|                    |

| Gregoriansk kalender | 877 DCCCLXXVII          |
| Ab urbe condita      | 1630                    |
| Armensk kalender     | 326 ԹՎ ՅԻԶ              |
| Kinesiske kalender   | 3573 – 3574 丙申 – 丁酉 |
| Etiopisk kalender    | 869 – 870               |
| Jødisk kalender      | 4637 – 4638             |
| Hindukalendere       |                         |
| - Vikram Samvat      | 932 – 933               |
| - Shaka Samvat       | 799 – 800               |
| - Kali Yuga          | 3978 – 3979             |
| Iransk kalender      | 255 – 256               |
| Islamisk kalender    | 263 – 264               |

Se også 877 (tal)